# Combeinteignhead
Combeinteignhead o Combe-in-Teignhead es un pueblo en Teignbridge, Devon del Sur, Inglaterra. Se ubica en la parroquia civil de Haccombe with Combe, entre Newton Abbot y Shaldon, cerca de media milla (1 km) tierra adentro de la desembocadura del río Teign.
A pesar de su cercanía con el río, el nombre Combeinteignhead no se deriva de este: en el Libro Domesday el distrito contenía trece mansiones que sumaban un área de diez hides (antigua unidad de área inglesa) y toda el área era conocida como "Ten Hide" (lit. «Diez Hides»). El nombre fue luego alterado a Teignhead gracias a la influencia del nombre del río. El nombre del pueblo cercano de Stokeinteignhead tiene un origen similar.
El pueblo tiene dos pubs históricos: el Wild Goose Inn, originalmente llamado el Country House Inn, una taberna del siglo XVII en el centro del pueblo, y el Coombe Cellars Inn, sobre la desembocadura el río Teign. El Coombe Cellars sirvió de base para la industria pesquera local y también fue usada por contrabandistas.
La iglesia del pueblo (dedicada a Todos los Santos) tiene orígenes antiguos: el Obispo Bronescombe dedicó dos altares aquí en 1259, y el altar principal fue dedicado en 1339. El edificio actual data de los siglos XIV y XV; fue restaurado en los años 1880, pero mantiene su pila bautismal de siglo XII. Henry de Bracton fue párroco aquí por poco tiempo en el siglo XIII. Los bancos tienen fascinantes bordes esculpidos que datan de los tiempos isabelinos. Estos incluyen varios santos reconocidos y desconocidos, de igual modo que incluyen hombres salvajes, animales, san Jorge en armadura atravesando a un dragón con forma de perro con su lanza, y otras representaciones que son difíciles de identificar. Puede que sean los mejores tallados en madera en Devon.
El hospicio cercano, construido de arenisca roja, fue fundado en 1620 por William Bourchin.